# كأس فلسطين لأندية الضفة الغربية 2007–08
كأس فلسطين لأندية الضفة الغربية 2007–08 هي النسخة الأولى من البطولة وتوج بها نادي ترجي واد النيص على نادي شباب الخليل.